# Walter Kraut
Walter Kraut (1973) is een Nederlandse schrijver die woont en werkt in Londen. Hij studeerde Nederlandse taal- en letterkunde aan de Universiteit van Amsterdam en was redacteur van het literaire tijdschrift Nymph.
Hij schreef literaire recensies voor dagblad Trouw. Hij viel in de prijzen bij verhalenwedstrijden van Playboy en Elle. Hij publiceerde verhalen in de verhalenbundels De koffer in (2004) en Zomerse steden (2005).
In januari 2005 verscheen zijn debuutroman, Blauwe ogen, bij uitgeverij Prometheus. In augustus 2006 verscheen zijn tweede roman, Het echte werk.